# Lag ba-omer
Lag ba-omer (hebrejsky ל״ג בָּעוֹמֶר‎, doslova 33. den omeru) je jedním z menších židovských svátků, jejichž slavení nepramení z Tóry. Podle lidové tradice přestali tohoto dne umírat žáci rabiho Akivy, a 33. den omeru je také výročním dnem smrti Šim'ona bar Jochaje. Tento den připadá v židovském kalendáři na 18. ijar.

## Původ svátku

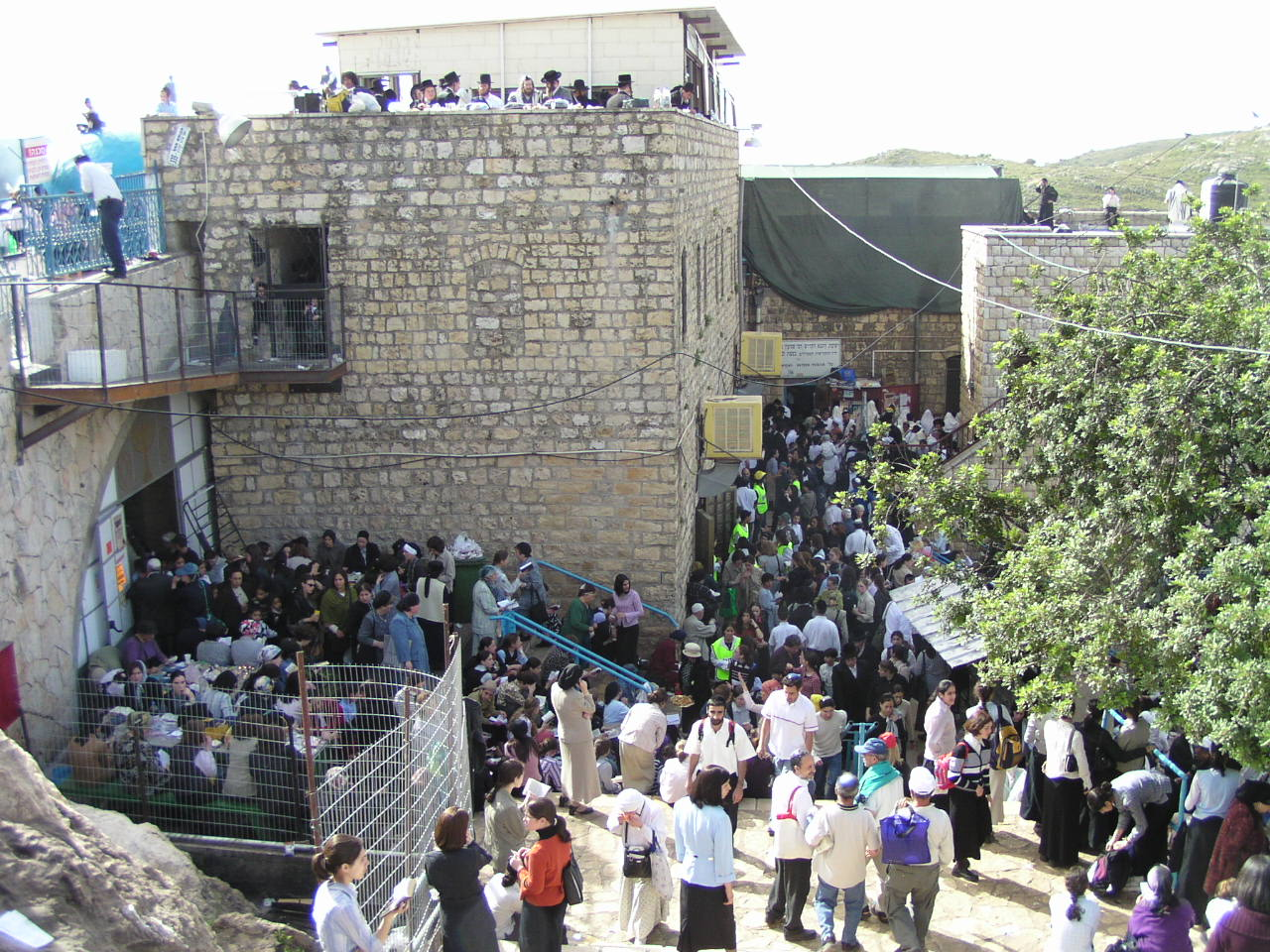
Hrob Šim'ona bar Jochaje v Meronu v Izraeli během Lag ba-omer

Lag ba-omer nepatří mezi biblické ani mezi historické svátky. Jeho původ je v Talmudu, kde se nachází krátká zpráva o neštěstí, které se událo během období omeru:
| „             | Říkají: Rabi Akiva měl dvacet čtyři tisíc žáků... a všichni najednou zemřeli, protože nechovali respekt jeden k druhému. Svět se stal opuštěný, dokud nepřišel rabi Akiva k našim učencům na jihu (tj. v Judsku) a nepředal jim své učení – rabimu Me'irovi, rabimu Jehudovi, rabimu Josimu, rabimu Šim'onovi a rabimu El'azarovi ben Šamu'a a ti tehdy ustanovili Tóru. | “ |
| — Jevamot 62b | |   |

Jedna z interpretací tohoto příběhu je ta, že studenti byli pobiti při povstání Bar Kochby (během kterého rabi Akiva projevil duchovní podporu vůdci povstání, Šim'onu bar Kochbovi, a byl následně Římany umučen). Tato pasáž z Talmudu však neříká nic o 33. dni omeru. V období mezi 6. a 11. stol., kdy se již dodržovaly zvyky související s počítáním omeru, není žádná zmínka o tomto dni jako o slavnostním dni a na několika místech je zmíněn naopak jako postní den na připomínku smrti Jozueho a jakéhosi zemětřesení. Prvním, kdo přichází s tvrzením, že žáci rabiho Akivy přestali umírat právě 33. dne omeru, byl Menachem Me'iri na konci 13. století, avšak ani tehdy ještě 18. ijar nebyl chápán jako svátek.

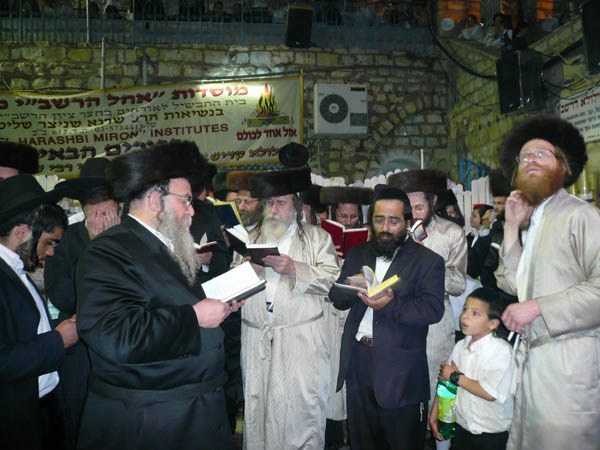
Uvnitř hrobky rabiho Šim'ona bar Jochaje na Lag ba-omer

Oslavy s tímto dnem propojil až Jicchak Lurja a jeho žák rabi Chajim Vital, který napsal, že 18. ijar je „dnem oslavy Šim'ona bar Jochaje“, údajného autora knihy Zohar, který měl v tento den zemřít, avšak nepřál si, aby den jeho úmrtí byl dnem smutku. U jeho hrobu v galilejském Meronu poblíž Safedu se v tento den konají velké poutě, kterách se účastní několik set tisíc lidí.
Podle bratislavského rabína Chatam Sofera začala 18. ijaru (33 dní po vyjití z Egypta) padat putujícím Izraelitům nebeská strava – mana.
Poté, co se začaly oslavy šířit mezi lidem, se rabíni postavili tomu, aby se 33. omer stal svátečním dnem. Jednak toto datum vzniklo dodatečně a jednak se 18. ijaru stalo několik neradostných událostí:
- V Tanachu je napsáno, že za dávných dnů Noe a jeho dům vstoupili do archy a tohoto dne začala potopa.[zdroj⁠?!]
- Tohoto dne roku 363 začali jeruzalémští židé budovat základy třetího jeruzalémského Chrámu se svolením římského císaře Iuliana Apostaty. Navečer však byl jejich záměr překažen, když správce provincie zjistil, že císař zahynul při své výpravě proti Sásánovské říši, a povolení zrušil.

## Zvyky na Lag ba-omer
K Lag ba-omer není žádné speciální čtení z Tóry či jiných biblických knih, ani žádný přídavek k modlitbám. Mezi zvyky Lag ba-omer patří slavení svateb a také se zapalují velké hranice. Často se také střílí šípy z luku, což má připomenout, že tento den je spojen s historickými válečnými událostmi.
Kabala spojuje střelbu z luku s tradicí, že za života rabiho Šim'ona bar Jochaje nebyla na obloze duha. Duha v judaismu symbolizuje Boží hněv, neboť slouží jako znamení smlouvy, že Bůh již nikdy nezahladí lidstvo potopou (i když by to někdy rád učinil).
V moderním Izraeli mají děti na tento svátek volno ze školy. Mladší děti rozdělávají se svými rodiči na volném prostranství ohně.
V tento den se také malým dětem z ultraortodoxních rodin poprvé stříhají vlasy a ponechávají se jim jen typické pejzy kolem uší.
Protože Lag ba-omer není svátkem biblického původu, neplatí pro ně předpisy o zákazu práce, jako je tomu v případě poutních a vysokých svátků.

## Slavení v době pandemie koronaviru
Server Dingir roku 2020 informoval o aktuálních opatřeních během náboženského slavení. Bylo dbáno na snížení počtu účastníků i dodržování nošení hygienických roušek.